# Jean Deslauriers (médecin)
Pour les articles homonymes, voir Deslauriers.
Jean Deslauriers est un chirurgien, chercheur et professeur québécois né en 1945 et mort à Saint-Laurent-de-l'Île-d'Orléans le 13 septembre 2019.  Il était spécialisé en chirurgie thoracique.

## Honneurs
- 2015 - Professeur émérite de l'Université Laval[2]
- 2012 -  Membre de l'Ordre du Canada[3]